# Auslaufklausel
Eine Auslaufklausel (auch: Ablaufklausel, Außerkraftklausel, im US-amerikanischen Recht auch: sunset clause oder sunset provision, davon abgeleitet, selten: Sunset-Klausel) ist eine in einem Gesetz enthaltene Bestimmung, die sein Außerkrafttreten festlegt, sofern der Gesetzgeber nicht eine Verlängerung oder ein gleich lautendes Gesetz erneut beschließt. Bis zum festgelegten Zeitpunkt (daher der Vergleich im Englischen: Sonnenuntergang) kann der Gesetzgeber von einem Rückrufrecht Gebrauch machen und das Gesetz – oft durch ein verkürztes Verfahren – ändern. Läuft die Frist ab, ist ein erneutes Gesetzgebungsverfahren durchzuführen. Rechtstechnisch handelt es sich um eine auflösende Bedingung.

## Beispiele
- Ihren Ursprung hat die Auslaufklausel im römischen Rechtsinstitut des Mandats, der Ermächtigung des Senats zur Zeit der Republik, für bestimmte Aufgaben Truppen und Abgaben einzuziehen, was sachlich und zeitlich beschränkt war. Solche Ermächtigungen endeten vor Erledigung eines Wahlamtes (etwa als Konsul oder Prokonsul), um ihren einmaligen oder beschränkten Charakter sicherzustellen. Aus dieser Zeit stammt die Rechtsregel Ad tempus concessa post tempus censentur denegata (was auf Zeit eingeräumt ist, wird nach Ablauf der Zeit automatisch verwehrt). Eine Durchbrechung fand statt mit der unbeschränkten diktatorischen Ermächtigung von Cæsar als Dictator Perpetuus, was zu einer Verfassungskrise führte. Gleiches galt für Notstandsgesetze des Senats. Das Prinzip ist jedoch in allen Rechtsgebieten erhalten geblieben und wurde später im Codex Iustinianus 10, 61, 1 kodifiziert.

- Europa: Auslaufklauseln fanden sich beispielsweise im Europäischen Verfassungsentwurf. Der EGKS-Vertrag war für eine Dauer von 50 Jahren geschlossen worden und lief am 23. Juli 2002 aus.[2]
- Deutschland: In der deutschen Gesetzgebung sind Auslaufklauseln auf mehreren Ebenen vorhanden.
  - Im Grundgesetz ist eine generelle Auslaufklausel von 6 Monaten für Notstandsgesetzgebung vorgesehen – Art. 115k Abs. 2 GG.
  - In Bundesgesetzen werden vereinzelt Auslaufklauseln verwendet, für Gesetze mit Pilotcharakter oder um eine Mehrheit überhaupt zu erreichen, indem man die Abmachung nochmaligen Gesetzbeschlusses in der nächsten Legislatur trifft. So sollte das Antiterrordateigesetz mit Ablauf des 30. Dezembers 2017 außer Kraft treten.[3] Es wurde jedoch mittlerweile entfristet.[4]
  - In der Landesgesetzgebung insbesondere sind Auslaufklauseln etwa in Hessen und Nordrhein-Westfalen üblich.
- Italien kennt das Werkzeug der „Gesetzesdekrete“. Dies sind nach Art. 77 Abs. 2 der Verfassung Rechtsakte der Regierung mit Gesetzeskraft. In Fällen von außerordentlicher Dringlichkeit, in denen zur Abwehr von größeren Nachteilen unverzüglich Maßnahmen getroffen werden müssen, kann die Arbeit in den Parlamentskammern zu langsam sein, um dieses Bedürfnis zu erfüllen. Deshalb wird die Regierung als im Vergleich zu den beiden Parlamentskammern flexibleres Organ mit Mitteln ausgestattet, um in solchen Fällen als Ersatzgesetzgeber aushelfen zu können. Um diesen nicht unerheblichen Durchbruch der Gewaltenteilung mit dem Grundsatz der repräsentativen Demokratie nach Art. 1 bzw. Art. 70 der Verfassung zu vereinbaren, bestimmt Art. 77 Abs. 3 der Verfassung, dass die Gesetzesdekrete ihre Rechtskraft verlieren, wenn sie nicht innerhalb von 60 Tagen von den Parlamentskammern bestätigt und in ein Gesetz umgewandelt werden.
- Vereinigte Staaten: In den Vereinigten Staaten hat die Anwendung von Sunset-Klauseln eine lange Tradition. Insbesondere in der Diskussion um die Gesetze im Rahmen des Patriot Act in Reaktion auf die Terroranschläge am 11. September 2001 erlangte die Sunset-Klausel breiteres öffentliches Interesse. Eine besondere Stellung nimmt die Sunset-Klausel im Staat Texas ein, wo staatliche Institutionen und Behörden (mit Ausnahme von Universitäten und Gerichten zum Beispiel) alle zwölf Jahre auf ihre Daseinsberechtigung überprüft werden, sowie in Alabama – dort allerdings mit einem Vier-Jahres-Rhythmus und einer enger gefassten Zahl von Behörden. Erstmals eingefügt wurde eine Sunset-Klausel in den parteipolitisch motivierten Alien and Sedition Acts schon 1798. Drei der Alien and Sedition Acts liefen am Ende von Präsident Adams Amtszeit aus, so dass die Gesetze nicht gegen seine eigene Partei angewendet werden könnten.
- Vereinigtes Königreich: Im Vereinigten Königreich wird die Einkommensteuer-Gesetzgebung im Jahresrhythmus auf Basis des Sunset-Klausel-Prinzips erneuert.
- Kanada: In Kanada unterliegen Gesetze, die im Rahmen des Art. 33 der Canadian Charter of Rights and Freedoms erlassen werden einer Sunset-Klausel von 5 Jahren. Dadurch können für einen solchen Zeitraum Gesetze beschlossen werden, die anderen Punkten der Verfassung von Kanada widersprechen, ohne dass es darüber eine gerichtliche Kontrolle gibt.
- Australien: In Australien wurde für die 2005 beschlossenen Anti-Terror-Gesetze eine Sunset-Klausel von fünf Jahren beschlossen.
- EU-Austritt des Vereinigten Königreichs (=Brexit). Auf Grundlage des Vertrags von Lissabon (Artikel 50) wird ein Austritt aus der Europäischen Union zwei Jahre nach Antragsstellung einseitig wirksam (=sunset clause).[5]